# Cotinusa vittata
Cotinusa vittata là một loài nhện trong họ Salticidae.
Loài này thuộc chi Cotinusa. Cotinusa vittata được Eugène Simon miêu tả năm 1900.